# Mai Fatty

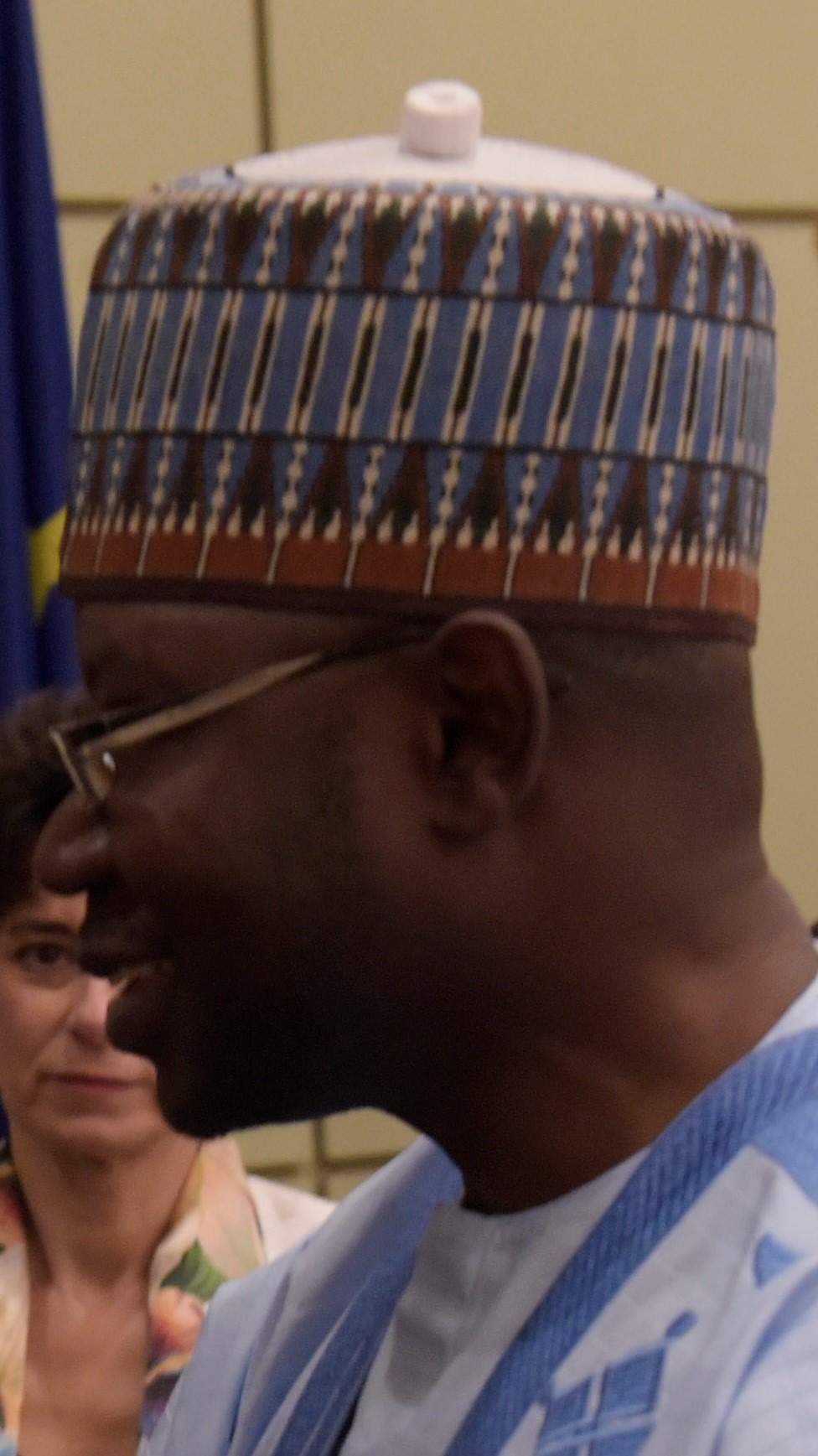
Mai Ahmed Fatty (2017)

Mai Ahmad N. K. Fatty (* 20. Jahrhundert in Nyakoi Taibatu) ist ein Rechtsanwalt und Politiker im westafrikanischen Staat Gambia. Von Februar bis November 2017 war er Innenminister (Minister of the Interior) im Kabinett Adama Barrow I.

## Leben
Fatty arbeitete als Rechtsanwalt in der Kanzlei von Amie Bensouda, später machte er sich als Rechtsanwalt selbstständig. Er war 2001 Verteidiger von Baba Jobe und 2003 bis 2004 erfolgreicher Verteidiger von Ebrima Barrow, der des Verrats beschuldigt wurde. Er überlebte schwer verletzt einen Autounfall, ein angebliches Attentat auf ihn. Aufgrund dessen verließ er 2007 Gambia, er kehrte 2011 wieder zurück. 2008 gründete er den Gambia Moral Congress (GMC), der im Januar 2009 von der Independent Electoral Commission (IEC) registriert wurde. Fatty wurde ihr Vorsitzender. Er verließ das Land im Jahr 2011, nachdem er nach der Präsidentschaftswahl 2011 bedroht worden war; er kehrte im November 2016 zurück.
Am 1. Februar 2017 ernannte der neu gewählte Präsident Adama Barrow Fatty als Innenminister in sein Kabinett. Er behielt diese Position bis zum 10. November 2017.
Am 1. Januar 2019 wurde er als Sonderberater des Präsidenten berufen und ersetzt in dieser Position Yusupha Cham. Von dieser Position trat er am 11. Oktober 2019 zurück, er war zu der Ansicht gekommen, dass seine Rolle als Sonderberater des Präsidenten nicht länger nützlich sei.